# دوريس نيل
دوريس نيل (بالإنجليزية: Doris Neal)‏ هي لاعب كرة قاعدة أمريكية، ولدت في 30 أغسطس 1928 في لينكولن بارك في الولايات المتحدة، وتوفيت في 7 يوليو 2012 في ساراسوتا في الولايات المتحدة.